# Massiccio scistoso renano

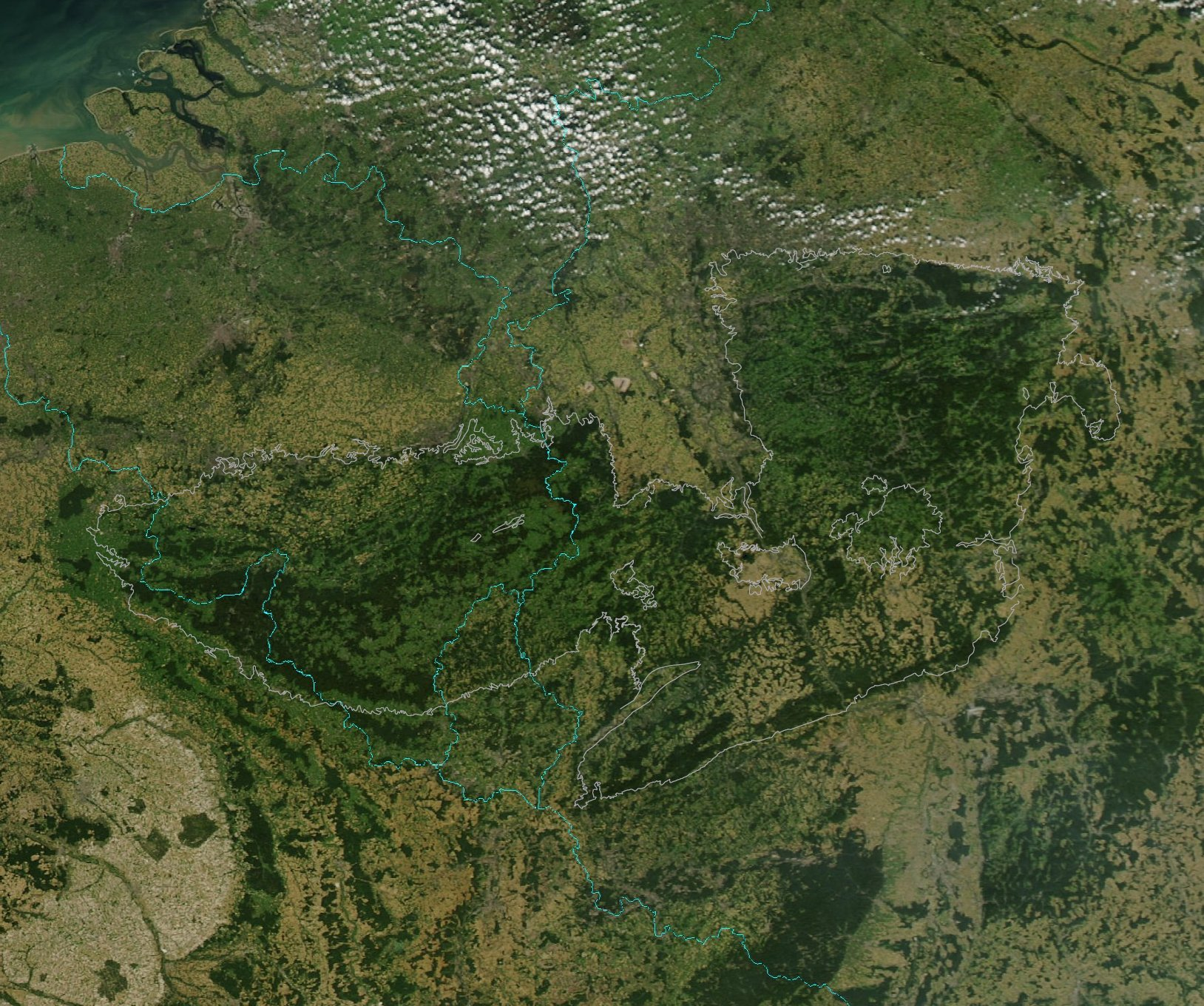
Foto dal satellite del Massiccio Scistoso Renano

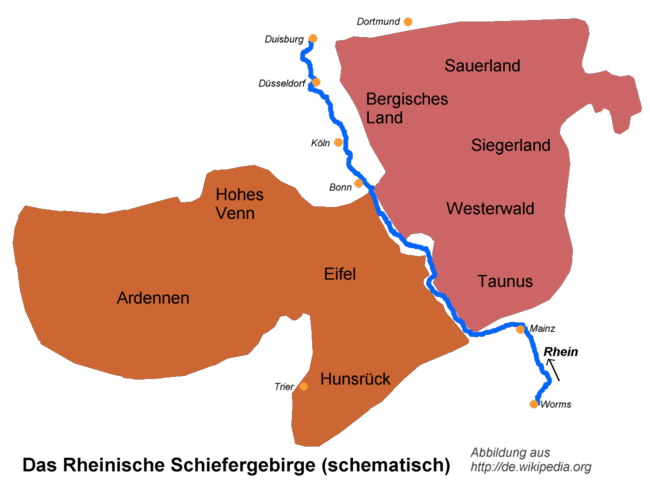
Mappa schematica del Massiccio Scistoso Renano

Il Massiccio scistoso renano (in lingua tedesca, Rheinisches Schiefergebirge) è un complesso di altopiani e rilievi (colline e monti non molto elevati) residui di sistemi montuosi ercinici, situato nella parte occidentale del Mittelgebirge (la Germania centrale) e nelle confinanti regioni di Lussemburgo, Belgio e Francia.
Dal punto di vista altimetrico, il Massiccio scistoso renano è un complesso orientato in senso sudovest-nordest, formato da una serie di massicci isolati e di modesta quota, con un'altitudine massima inferiore a 900 m: l'Eifel (monte più elevato: Hohe Acht: 746 m) e l'Hunsrück (monte più elevato: Erbeskopf: 818 m) a Ovest, il Taunus (monte più elevato: Großer Feldberg 880 m) e il Westerwald (monte più elevato: Fuchskaute: 657 m) a Est, il Sauerland (monte più elevato: Kahler Asten: 841 m) e il Siegerland (monte più elevato: Riemen: 678 m) a Nord.
Il Massiccio scistoso renano è attraversato dal Reno e dai suoi principali affluenti, la Mosella e il Lahn, i quali lo suddividono in gruppi montuosi definiti. Il Reno, che lo percorre da sud-est a nord-ovest, lo divide in due settori:
- Sulla sinistra del Reno: 
  - a Nord della bassa valle della Mosella, i rilievi dell'Eifel e, più a occidente, quelli delle Ardenne e dell'Hautes Fagnes (o Hohes Venn);
  - tra la valle della Mosella e la valle percorsa dal fiume Nahe, i rilievi dello Hunsrück
- Alla destra del Reno:
  - a Nord della valle del fiume Sieg, sorgono i rilievi del Bergisches Land e del Sauerland
  - tra le valli percorse dal Sieg e dal Lahn: i rilievi del Westerwald
  - a Sud della valle del Lahn: i rilievi del Taunus

Questi rilievi sono derivati dall'orogenesi ercinica che, fra il tardo Carbonifero e gli inizi del Permiano, ha dato origine a numerosi rilievi fra cui a occidente il Massiccio Armoricano, e a oriente la Catena Varisica che dal Massiccio Centrale francese, attraverso il Massiccio scistoso renano, giungeva fino ai Sudeti.